# Sainte-Marie (Martinique)
Pour les articles homonymes, voir Sainte-Marie.
 (mai 2020).
Si vous disposez d'ouvrages ou d'articles de référence ou si vous connaissez des sites web de qualité traitant du thème abordé ici, merci de compléter l'article en donnant les références utiles à sa vérifiabilité et en les liant à la section « Notes et références ».
Sainte-Marie est une commune française, située dans le département de la Martinique. Ses habitants sont appelés les Samaritains et les Samaritaines. La commune de Sainte-Marie est le berceau du Bèlè.

## Géographie

### Situation
Sainte-Marie est située dans le Nord-Est de l'île de la Martinique, sur la côte atlantique. Elle constitue une charnière entre le Nord et le Sud de l’île. La mer y est très agitée et la côte majestueuse moins accueillante que dans le sud de l'île. Sainte-Marie fait face à l'Îlet Sainte-Marie, reliée à elle par un tombolo accessible de janvier à avril, et à une belle baie à la houle parfois dangereuse, bordée de falaises rouges.

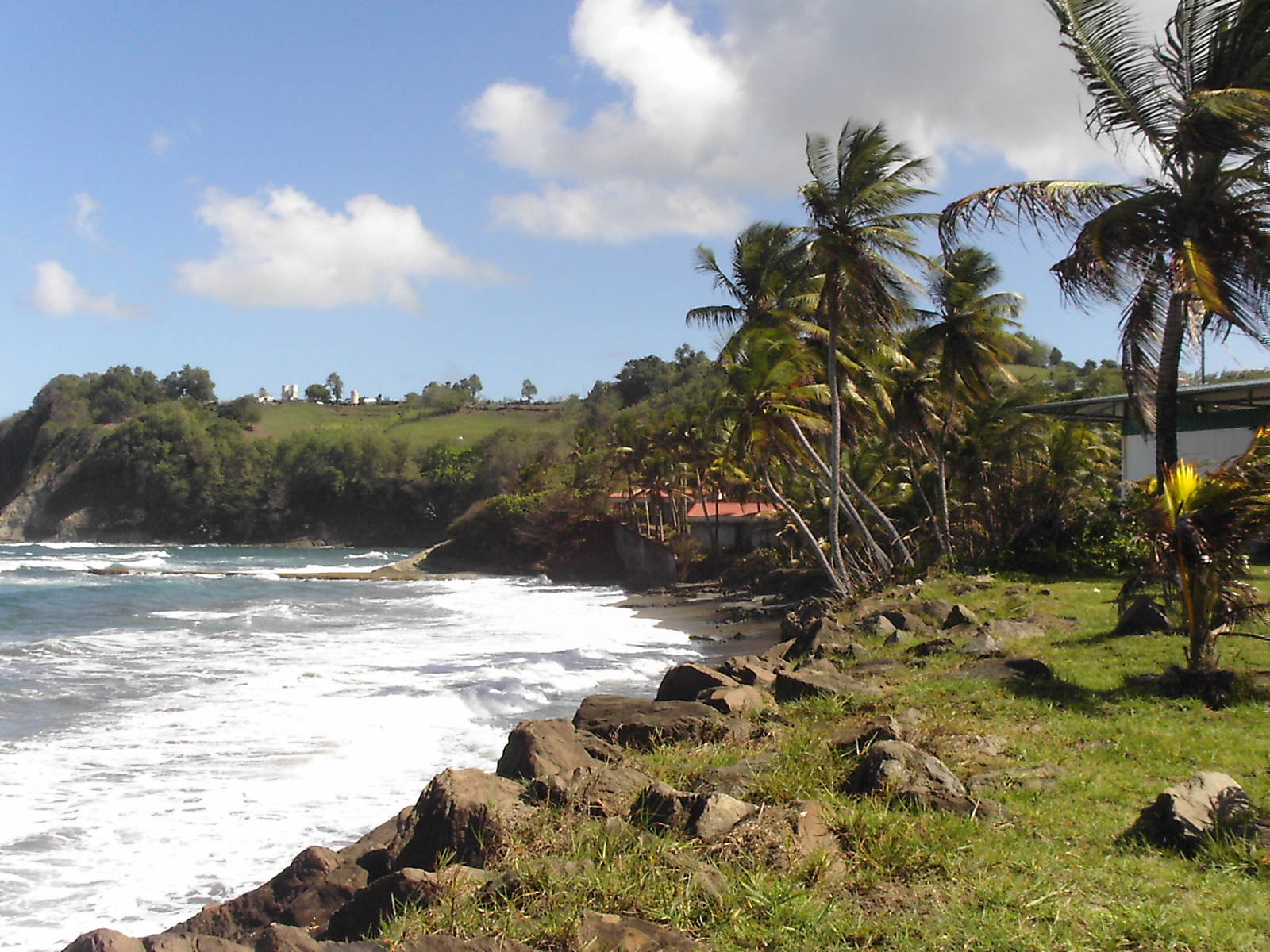
Vue du rivage de Sainte-Marie
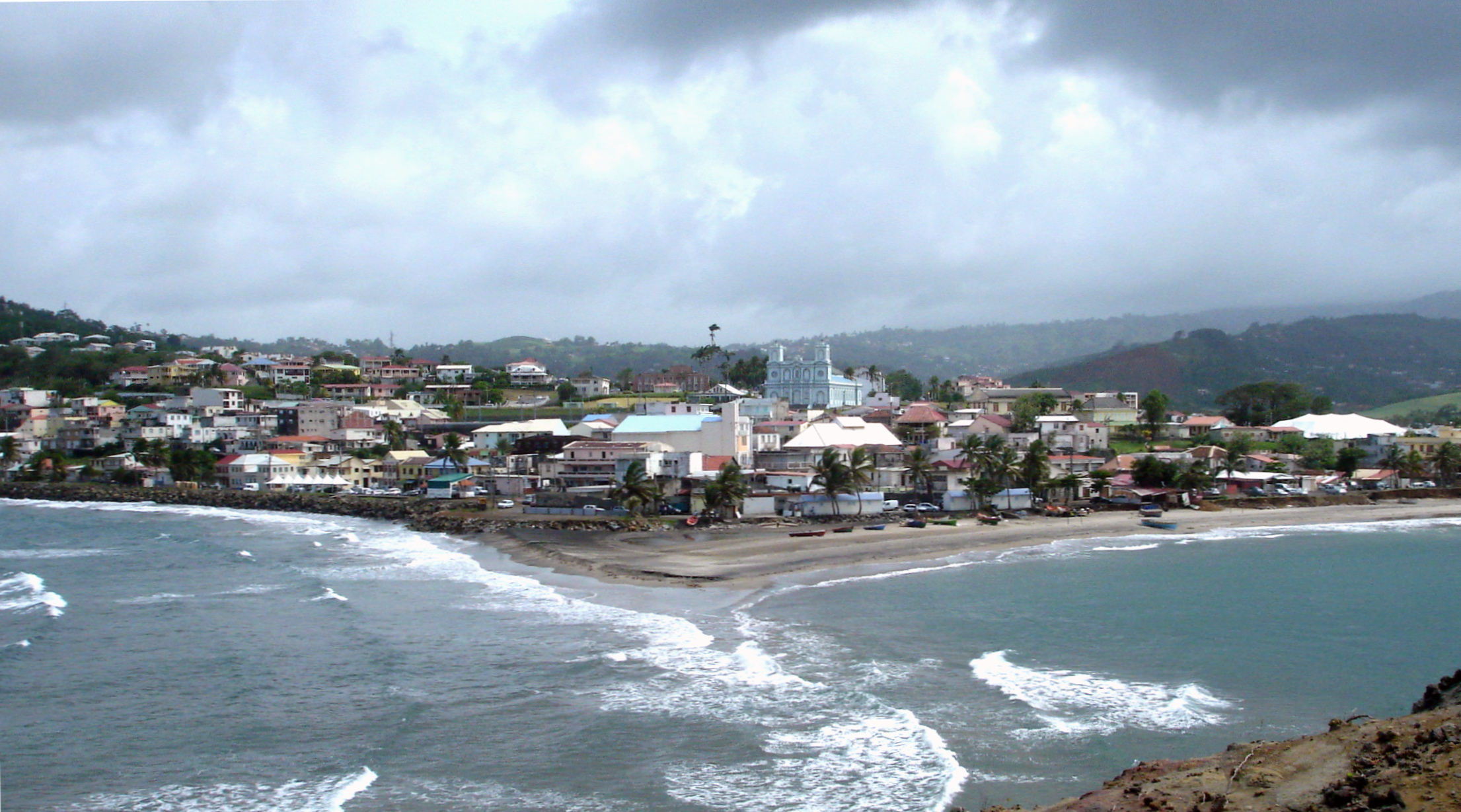
Sainte-Marie vue de l'Îlet

## Urbanisme

### Typologie
Sainte-Marie est une commune urbaine, car elle fait partie des communes denses ou de densité intermédiaire, au sens de la grille communale de densité de l'Insee,,,.
Elle appartient à l'unité urbaine de Sainte-Marie, une agglomération intra-départementale regroupant 3 communes et 29 440 habitants en 2022, dont elle est la ville-centre,.
Par ailleurs la commune fait partie de l'aire d'attraction de Fort-de-France, dont elle est une commune de la couronne. Cette aire, qui regroupe 28 communes, est catégorisée dans les aires de 200 000 à moins de 700 000 habitants,.
La commune, bordée par l'Océan Atlantique au nord-est, est également une commune littorale au sens de la loi du 3 janvier 1986, dite loi littoral. Des dispositions spécifiques d’urbanisme s’y appliquent dès lors afin de préserver les espaces naturels, les sites, les paysages et l’équilibre écologique du littoral, par exemple le principe d'inconstructibilité, en dehors des espaces urbanisés, sur la bande littorale des 100 mètres, ou plus si le plan local d’urbanisme le prévoit,.

### Lieux-dits, hameaux et écarts
La commune est organisée en 14 quartiers qui totalisent 90 sous-quartiers.
- Le bourg
- Saint-Jacques : Epineux, En Courbaril, A lisière Calebasse, En Videau, Fonds Clémence, Morne Tringle, Citron, Ténos, La Philippe, La Ferme
- Bezaudin : Blampuy, Rivière Blanche, Morne théodore, Macroix, Thébault, Trois Ilets, Fonds Verville, Fonds Banane, Cannelle, Mazière « la ri dèyè », Rivière Romanette
- Morne-des-Esses : Spourtoune, Saint-Laurent, Rte Vaton, Rue Mulâtre, rivière canari, Chertine, Félix, Cadran, Saint-Aroman
- Bon Air : Fonds Moulin, Morne Millote, En Moubin, Fonds Missoré, Café
- Reculée : Bois-Neuf, Luçon, Morne Coco, Morne Déprogis, Morne Patate, Trou Mangouste, Zéphir, Rivière Pierrot, Plaisance.
- Pérou : Lacou, Fonds Pierre, Bois Villiers, En François, Fonds Cacao, Morne Thébault, Morne Pois Doux, Fonds Lauréat, Beaufort.
- Pain de Sucre : Desroses, Habitué, Trou Grec, Robin, La Ferme, Le Mont Elie
- Rodon : Morne Châtaigne France, Morne Palmiste, En Bagou, Morne à Roche, Concorde
- Union : Cité Union, Allée Galba, Ancienne Tannerie
- Eudorçait - Fourniols : Limbé, Bassin Clauzel, Bassin Noir, Case Jules, Fourniols Nord, Fourniols Sud, Morne Cossou, Rue Derrière, Rue Devant
- Derrière Morne : Bois Jadé, Luciole, La Richer, Anse Dufour, Anse Azérot, Concorde, Mounzi, Morne Moco
- Étoile : Belle Étoile, Cité Étoile
- Félicité : Morne Tabado, Gros Mangouste, La Route Géoffroy, La Route des Singamalum surnommé « Ti tchat »

## Toponymie
Le fort de Sainte-Marie est érigé en l’honneur de la Vierge Marie et en référence au prénom de la femme du premier gouverneur de l'île, Jacques Dyel du Parquet. Il donne son nom à la paroisse de Sainte-Marie en 1658.

## Histoire
L'endroit était initialement un des villages des Indiens Caraïbes de la Cabesterre. L'histoire de la commune débute en 1658 par la création d'un fortin dédié à la Vierge Marie. Les Indiens Caraïbes chassés de l'endroit par les colons lors de la guerre de 1658 laissent derrière eux une tradition de vannerie qui sera reprise, et qui de nos jours se perpétue à « La Paille Caraïbe », un atelier situé au Morne-des-Esses.
En 1694, le Père Labat, militaire et moine dominicain, prend la tête de l'habitation Fonds Saint-Jacques. Cette plantation coloniale tenue par l'Ordre de Prêcheurs, va être grandement développée, passant de 35 esclaves à l'arrivée du père Labat, à 120 quand celui-ci la quitte onze ans plus tard.
Sainte-Marie a grandi à partir du Fonds Saint-Jacques.

## Politique et administration

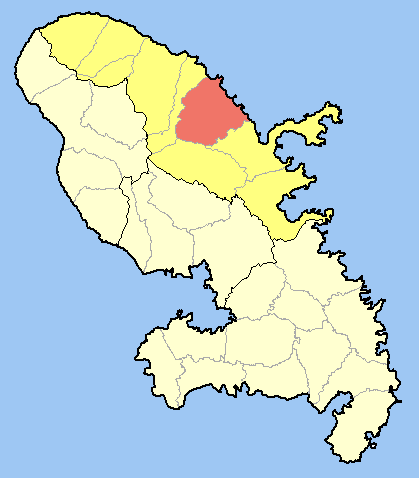
Commune de Sainte-Marie (en rose) dans l'arrondissement de La Trinité (en jaune)

### Rattachements administratifs et électoraux
Jusqu'en 2015, la commune constituait deux des onze cantons de l'arrondissement de La Trinité : Sainte-Marie-1-Nord et Sainte-Marie-2-Sud. Ces derniers ont été supprimés lors de la création de la collectivité territoriale de Martinique (CTM).

### Intercommunalité
Sainte-Marie appartient à la communauté de communes du Nord Martinique.

## Population et société

### Démographie
L'évolution du nombre d'habitants est connue à travers les recensements de la population effectués dans la commune depuis 1961, premier recensement postérieur à la départementalisation de 1946. À partir de 2006, les populations de référence des communes sont publiées annuellement par l'Insee. Le recensement repose désormais sur une collecte d'information annuelle, concernant successivement tous les territoires communaux au cours d'une période de cinq ans. Pour les communes de plus de 10 000 habitants les recensements ont lieu chaque année à la suite d'une enquête par sondage auprès d'un échantillon d'adresses représentant 8 % de leurs logements, contrairement aux autres communes qui ont un recensement réel tous les cinq ans,.

En 2022, la commune comptait 14 827 habitants, en évolution de −8,39 % par rapport à 2016 (Martinique : −4,11 %, France hors Mayotte : +2,11 %).
| 1961   | 1967   | 1974   | 1982   | 1990   | 1999   | 2006   | 2011   | 2016   |
| ------ | ------ | ------ | ------ | ------ | ------ | ------ | ------ | ------ |
| 17 630 | 19 515 | 20 128 | 18 526 | 19 682 | 20 098 | 19 528 | 17 934 | 16 185 |

| 2021   | 2022   | - | - | - | - | - | - | - |
| ------ | ------ | - | - | - | - | - | - | - |
| 14 650 | 14 827 | - | - | - | - | - | - | - |

### Éducation
Enseignement public secondaire : Les collèges et lycées de Sainte-Marie :
- Collège Joseph Lagrosillière
- Collège Emmanuel Saldès
- Collège de Morne-des-Esses
- Lycée polyvalent du Nord-Atlantique
- Section d'enseignement professionnel du Lycée polyvalent du Nord-Atlantique

### Sports et loisirs
Équipements sportifs :
- Stade Xercès-Louis (quartier Union à Ste Marie)[23],[24]
- Stade Claude Gélie (quartier Morne-des-Esses)
- Piscine de Fond Giromon rebaptisée du nom de Coralie Balmy
- Hall des sports (Le Palladium)

Clubs sportifs :
- La Samaritaine de Sainte-Marie, football, handball (l'équipe de football de la Samaritaine a été championne de la Martinique en 1975, 1981 et 2020 et vainqueur de la Coupe de la Martinique de football en 2017). Plusieurs de ses joueurs ont évolué dans des clubs de l’hexagone: Xercès Louis, premier footballeur martiniquais à avoir joué en équipe de France de football[25] et ancien joueur de l'Olympique Lyonnais, Emelyne Laurent, joueuse professionnelle de football du Bayern Munich et ancienne joueuse de l'olympique lyonnais et de l'Équipe de France féminine de football[26], Christian André, ancien joueur du Paris Saint-Germain, Gaël Germany ancien joueur professionnel de l'AC Arles-Avignon, Patrick Percin, ancien joueur professionnel de Amiens SC, Eddy Heurlié, ancien joueur professionnel ES Troyes AC, Jean-Claude Boudard, Daniel Hérelle, Sébastien Crétinoir.
- AS Morne-des-Esses[27], Football, handball et tennis
- ASC Eudorçait-Fourniols, football, handball
- Basket-Ball Samaritain (BBS), basket ball
- ASC Bezaudin, handball
- CCS (Cyclo Club Samaritain), cyclisme
- Fond Giromon Aqua Club, natation (ancien club de Coralie Balmy)
- Association Les Sabots dans le Sable, équitation

## Économie
Une très forte composante de la population, tire encore ses ressources de l’activité agricole.
Comme la plupart des communes de l'île, la canne à sucre a une place très importante dans la vie de la commune avec notamment la distillerie Saint-James.
On y compte aussi des domaines bananiers.
Le tourisme vert y est en plein développement car c'est une commune qui dispose de sentiers de randonnées.

## Culture locale et patrimoine

### Lieux et monuments
- L'église Notre-Dame-de-l'Assomption.
- La distillerie Saint-James et son Musée du Rhum.
- Le tombolo de l'îlet Sainte-Marie : curiosité naturelle, visible de décembre à mai - phénomène de banc de sable créé par les courants marins et reliant l'ilet Sainte-Marie à la terre ferme durant cette période.
- L'Habitation Fonds Saint-Jacques[28] : fondée en 1658, cet ancienne plantation monastique dominicaine fut entre 1694 et 1705 la demeure du Père Labat qui mit au point un nouveau modèle d’alambic, permettant de distiller le rhum selon la méthode “cognaçaise”. C'est actuellement un centre culturel de rencontre.
- Le musée de la Banane, après avoir fermé ses portes en mai 2008 à la suite de dégradations et de problèmes financiers, est rouvert en août 2009 par la mairie. Il y est proposé une visite du musée, une balade parmi les différentes variétés de bananes puis un accueil pour des dégustations.
- La Maison du Bèlè : pour l'initiation à la danse traditionnelle, démonstration et spectacles de chants et danses.
- La Paille Caraïbe[29], au Morne-des-Esses.
- Monument aux Morts, situé dans l'emmarchement monumental conduisant à l’église Notre-Dame-de-l'Assomption par Rombaux-Roland, protégé au titre des Monuments historiques le 21 août 2015.

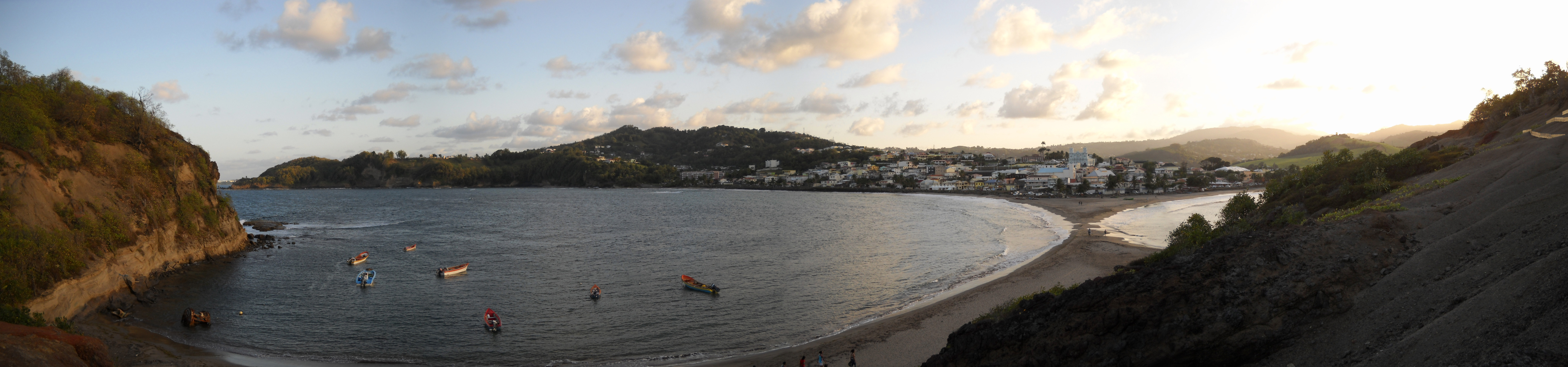
Tombolo vu de l'îlet.
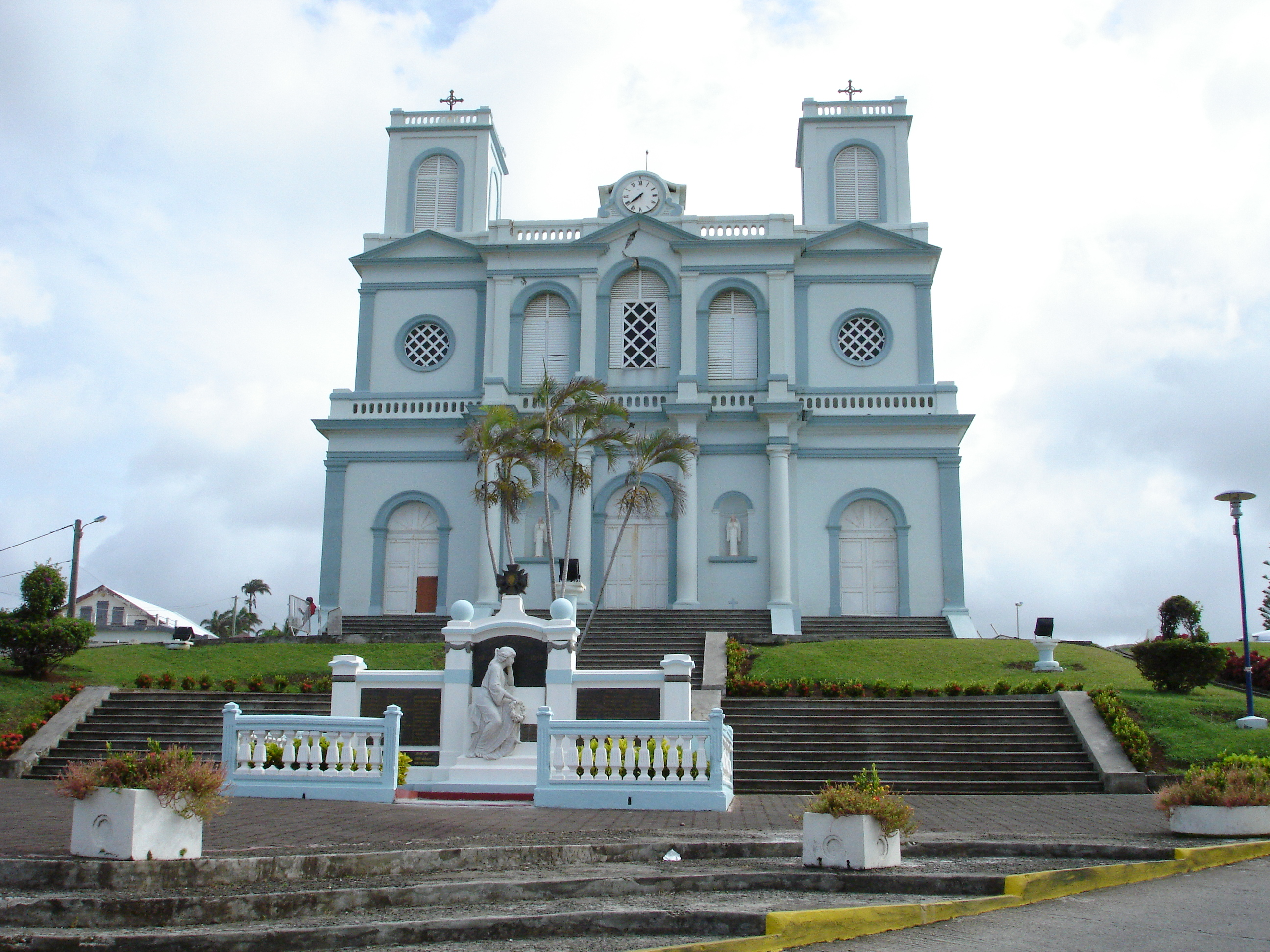
Église N.D. de l'Assomption.
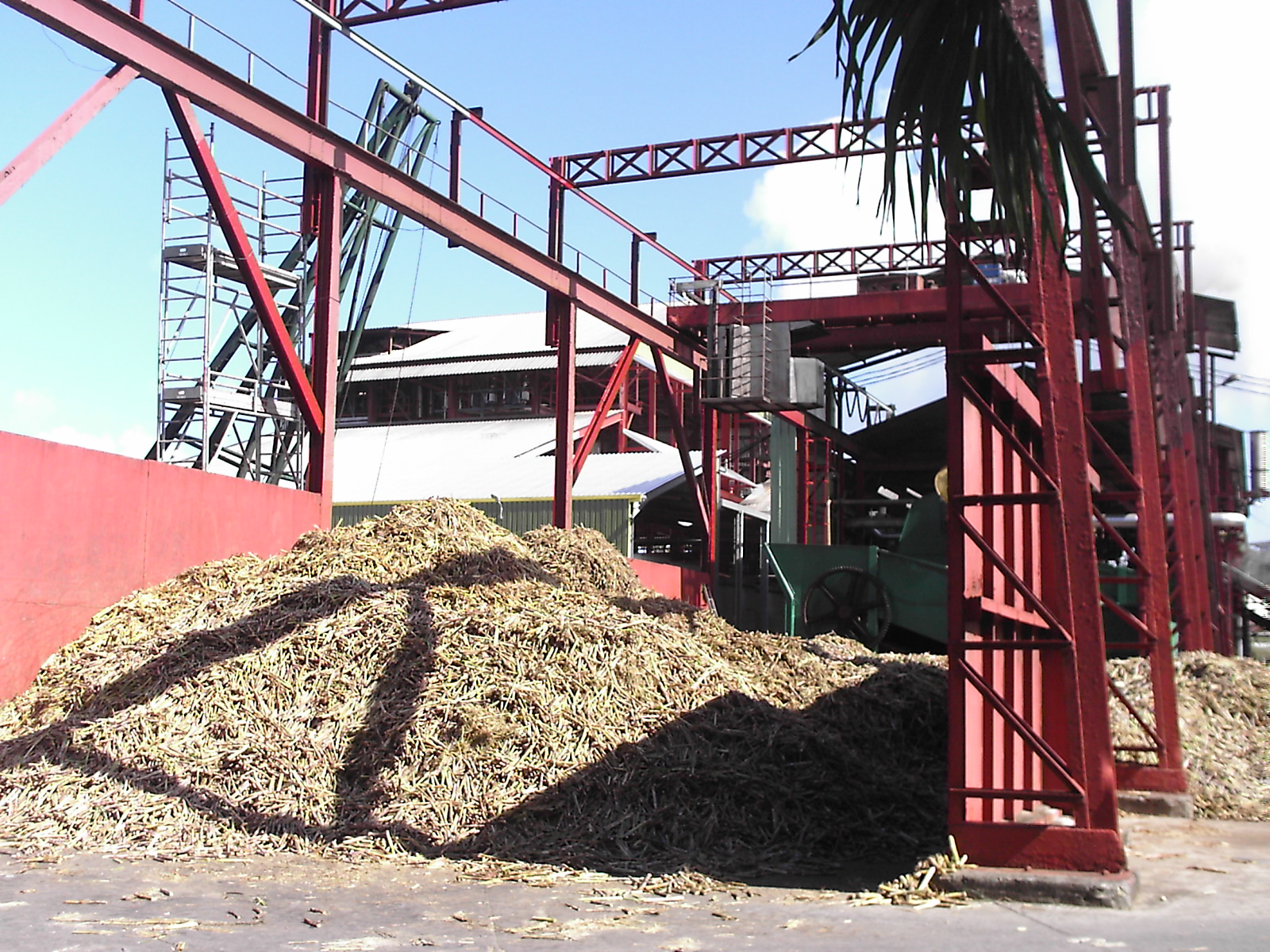
Rhumerie Saint-James.
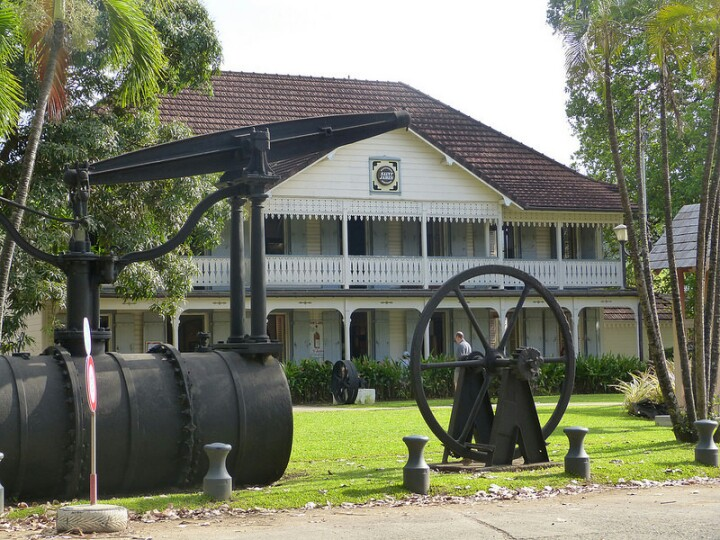
Distillerie Saint-James.
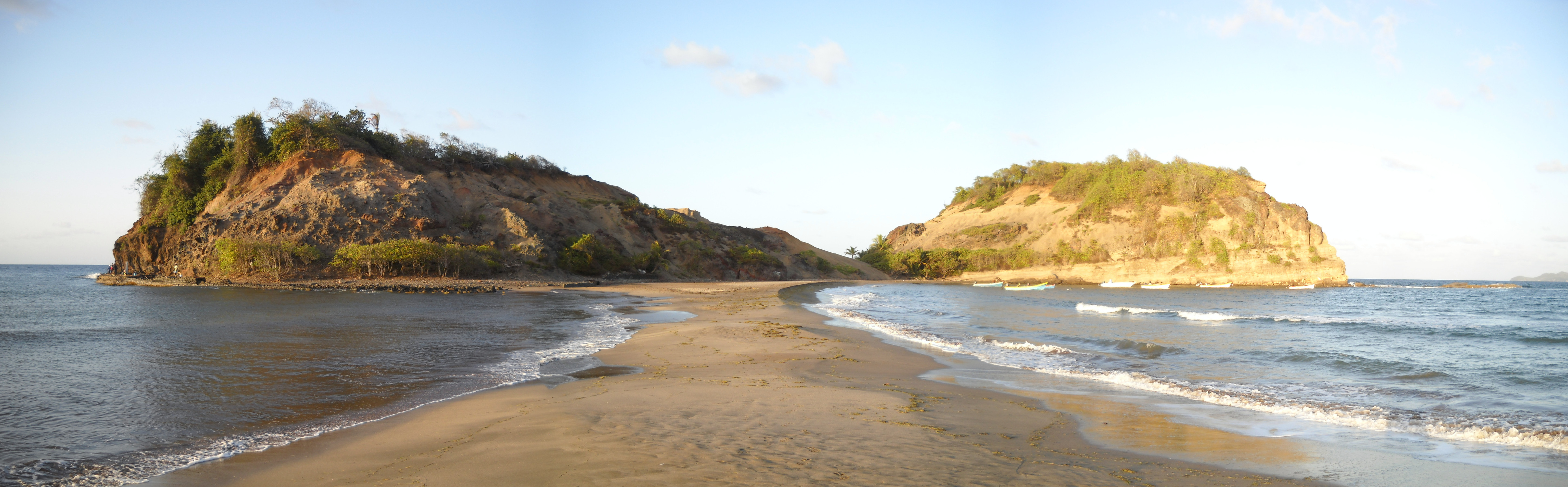
Tombolo vu de Sainte-Marie.
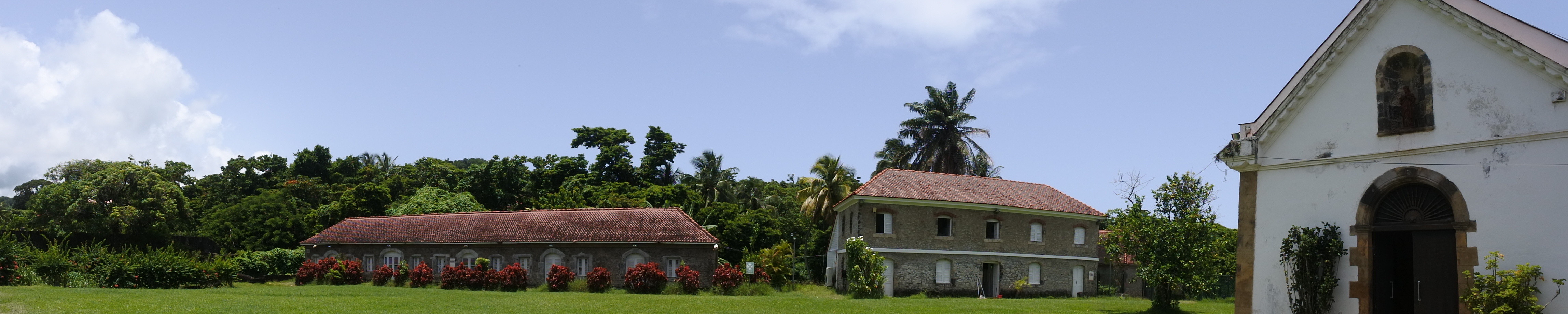
Habitation Fonds Saint-Jacques.

### Personnalités liées à la commune

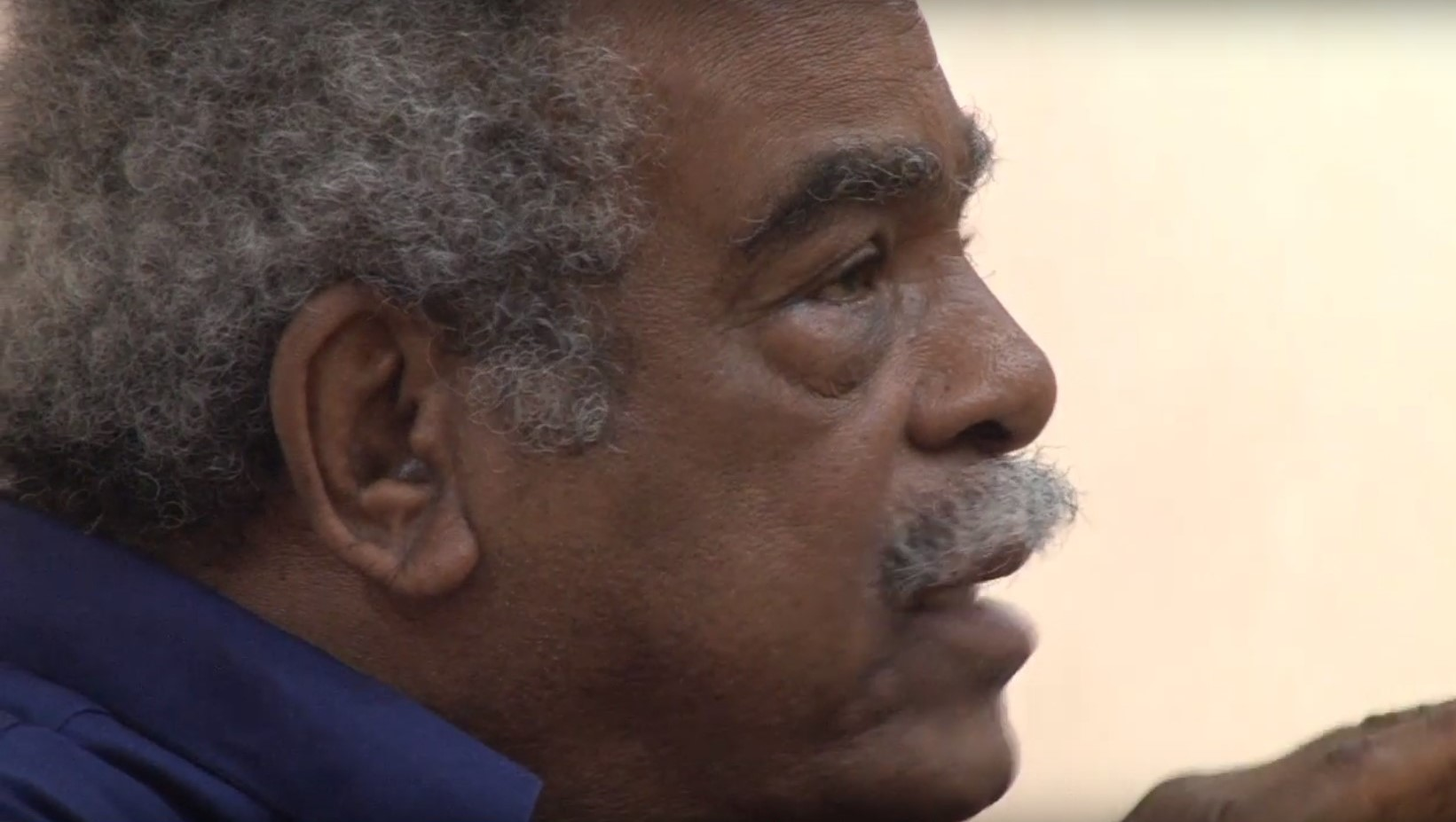
Édouard Glissant.

- Édouard Glissant, romancier, poète, essayiste et philosophe. Il obtient en 1958 le prix Renaudot pour son roman La Lézarde. Il est aussi prix Puterbaugh aux États-Unis en 1989 et prix Roger Caillois en 1991. Édouard Glissant est fondateur du mouvement littéraire l'Antillanité et du concept philosophique "Le Tout Monde"
- Eugène Agricole, poète, maire de Sainte-Marie de 1893 à 1901 et président du conseil général de la Martinique de 1882 à 1886. Sur le plan littéraire, il collabora aussi à l'Anthologie de la littérature antillaise de René Bonneville, Fleurs des Antilles, un recueil imprimé pour l'exposition universelle de 1900. Il est aussi l'auteur de "Les soupirs et les rêves", et du poème "L'anse du fou et le trou Domingue".
- Daniel Thaly :  poète qui s'est principalement illustré dans la littérature "doudouiste". Il est l'auteur du célèbre poème "l'Île lointaine" je suis né dans une île amoureuse du vent...
- Jean-Baptiste Labat, le prêtre écrivain y fonda une exploitation sucrière dans le couvent Fonds Saint-Jacques où il résidait.
- Joseph Lagrosillière, avocat, maire de Sainte-Marie de 1910 à 1936 et député de la Martinique de 1910 à 1924 et de 1932 à 1942 et président du conseil général de la Martinique de 1935 à 1937 et de 1945 à 1946. Pionnier du socialisme en Martinique, il fonde en 1901, la première section de la Fédération socialiste de la Martinique. En son hommage, le collège du bourg de Sainte-Marie porte son nom.
- Guy Lordinot, pharmacien, maire de Sainte-Marie de 1983 à 2008, conseiller régional de 1990 à 1991 et député de la Martinique de 1988 à 1993.
- Camille Petit, médecin, né à Saint Esprit, maire de Sainte-Marie 1969 à 1983 et député de la Martinique de 1967 à 1986 et président du conseil régional de la Martinique de 1974 à 1983. Il fut aussi le pionnier du Gaullisme en Martinique.
- Emmanuel Véry, médecin, maire de Sainte-Marie de 1955 à 1966, député de la Martinique de 1946 à 1966 et président du conseil général de la Martinique de 1937 à 1940.
- Bruno Nestor Azérot, maire de Sainte-Marie depuis 2008, député de la Martinique de 2012 à 2018, conseiller général de 2004 à 2021. Il est aussi président de la communauté d'agglomération du Pays Nord Martinique depuis 2020 et conseiller à l'Assemblée de Martinique depuis 2021.
- Gibson Brothers : groupe de disco très populaire durant les années 1980 et originaire de Sainte-Marie.
- Christiane Vallejo, auteur et interprète de zouk.
- Xercès Louis, premier footballeur martiniquais à avoir joué en équipe de France de football[25], ancien joueur professionnel de l'Olympique Lyonnais, du RC Lens et des Girondins de Bordeaux. Il a commencé sa carrière à la Samaritaine de Sainte-Marie dans la catégorie "junior". C'est le plus grand footballeur samaritain de tous les temps. En son hommage, le stade de football situé au quartier l'Union à Sainte-Marie porte son nom.
- Coralie Balmy, ancienne nageuse professionnelle, championne d'Europe. La piscine de Fond Giromon a été rebaptisée de son nom.
- Gaël Germany, ancien footballeur professionnel de l'AC Arles-Avignon et de Paris FC.
- Daniel Vélasquez (1943-), athlète spécialiste du 400 m, médaillé olympique.
- Jordan Zébo (2000-), combattant d'arts martiaux mixtes.